# Cryptolabis (Cryptolabis) brachyphallus
Cryptolabis (Cryptolabis) brachyphallus is een tweevleugelige uit de familie steltmuggen (Limoniidae). De soort komt voor in het Nearctisch gebied.